# Rai Radio 3 Classica
Rai Radio 3 Classica è un'emittente radiofonica pubblica tematica italiana edita dalla Rai e originariamente nata e distribuita per la filodiffusione nel 1958. 
Rientra nell'ambito della nuova offerta dei canali Rai tematici, diventando, con la sostituzione del precedente nome FD5 (cioè Filodiffusione 5, ovvero quinto Canale della Filodiffusione, una sorta di spin-off della terza delle tre reti Rai nazionali.

## Diffusione
È diffuso in FM in alcune città italiane e sul canale in lingua slovena di Trieste (Rai Radio Trst A) dalle ore 19,35 fino alle ore 06,58 (07,58 la domenica), sul satellite Eutelsat Hot Bird 13° est, in streaming sul sito web e sul DAB. 
Rai Radio 3 Classica è trasmessa anche su Rai Radio 3 ogni notte dalle ore 02:00 (01:30 sabato e domenica) fino alle ore 06:00. Nel periodo da settembre 2017 ad agosto 2022 nelle ore notturne Radio 3 ha trasmesso una programmazione propria.
Le emissioni FM possono essere soggette a problemi interferenziali, a causa dell'utilizzo di ripetitori circolari a relativamente bassa potenza, e della poca compressione dinamica dell'audio (rispetto allo standard adottato dalla gran parte delle emittenti, secondo la logica della loudness war), al fine di mantenere la dinamica sonora e le caratteristiche intrinseche (come timbrica e colorazioni) del materiale sonoro - in massima parte musica lirica e orchestrale, caratterizzata da ampie variazioni di volume dal ("pianissimo") al ("fortissimo") - il più possibile vicine a come esso è concepito in originale. All'incirca dopo il 2020, tuttavia, l'emissione su FM ha avuto un nuovo tipo di modulazione sonora, derivante da un processamento che ha ulteriormente ridotto l'ampiezza della gamma dinamica, migliorando la presenza nello spettro FM e la ricezione ma al contempo riducendo le caratteristiche di alta fedeltà, introducendo degli artefatti nei transienti, udibili spesso in passaggi musicali dal piano al fortissimo, come ad esempio accade nei cori o per le grandi orchestre (specialmente sulle percussioni) e allontanandosi dal concetto di alta fedeltà appropriato per il tipo di materiale sonoro trasmesso e inizialmente ispirato all'omologo canale BBC Radio 3. Tuttavia, tali caratteristiche si riscontrano in modo differente tra una postazione trasmittente e l'altra, perché i dispositivi che compongono la filiera di distribuzione e trasmissione del segnale FM subiscono delle tarature spesso disomogenee.
Dal 14 al 21 settembre 2015 Rai Radio 5 Classica, assieme a Rai Radio 4 Light, Rai Isoradio e Rai GrParlamento non fu disponibile sul digitale terrestre nel RAI Mux 2. Dopo le vivacissime proteste, dal 21 settembre 2015 i canali furono di nuovo disponibili.
Il 20 ottobre 2021, in seguito alla chiusura del mux 2, abbandona il digitale terrestre, facendone ritorno il 20 luglio 2022 assieme alle altre radio del gruppo in modalità HbbTV.

## Il VI canale
Abbinato al V canale di Rai Filodiffusione, esiste un VI canale "differenza" che permette la stereofonia: infatti, un singolo canale filodiffusione trasmette solo in monofonia (segnale L+R). Con questa tecnica, si trasmette sul VI il segnale L-R: attivando sull'apparecchio filodiffusore (opportunamente predisposto per l'ascolto in stereofonia) contemporaneamente il V e il VI canale di Rai Filodiffusione, l'apparato effettua la "matricizzazione" dei segnali (in realtà li somma e li sottrae) ottenendo così il segnale sinistro (L) e il segnale destro (R), e quindi si ha un suono stereofonico. Fu proprio questo uno dei motivi (oltre alla maggior larghezza di banda e al minor rumore) che portarono all'affermazione della filodiffusione, quando le radio erano in onde medie e trasmettevano solo in monofonia.

## Palinsesto
Rai Radio 3 Classica trasmette 24 ore su 24, 365 giorni l'anno, musica classica, sinfonica, lirica e da camera. Le numerose rubriche, suddivise per fasce orarie, sono focalizzate principalmente sulla musica cosiddetta "colta", ma da tempo ormai ha ampliato il suo raggio di indagine verso altri tipi di espressione artistica, come il jazz, le colonne sonore, la poesia, le commedie musicali e la musica etnica.
Il palinsesto di Rai Radio 3 Classica, oltre ad essere disponibile online, si può trovare (anche se in forma sintetica) alla pagina 536 del televideo di Rai 1 e Rai 2. A partire dal 29 giugno 2008, tutti gli iscritti alla newsletter della filodiffusione ricevevano via mail, ogni martedì, i link per scaricare il palinsesto giornaliero di Rai Radio 3 Classica in formato PDF stampabile, nella forma in cui esso veniva pubblicato dai settimanali come il Radiocorriere TV prima che cessasse la sua diffusione nelle edicole. Nel 2017 il servizio di newsletter è stato sospeso e il palinsesto dettagliato è accessibile unicamente tramite il sito ufficiale dell'emittente. Dal 2022 il palinsesto dettagliato non è più disponibile, mentre è ripristinato il servizio newsletter settimanale con la programmazione dettagliata.
Un aspetto "unico" e inconfondibile di Rai Radio 3 Classica sono gli "annunci", da sempre particolarmente curati sia nel testo sia nella dizione, ancora attentamente curata in modo che sia conforme al DOP - Dizionario di Ortografia e Pronunzia, che ha costituito per decenni il testo di riferimento obbligatorio per tutti coloro che in RAI parlavano al microfono.
Rai Radio 3 Classica è gestita dalla Direzione Rai Radio; da giugno 2017 la programmazione artistica è curata da Maria Gabriella Ceracchi, in precedenza da Massimo di Pinto, successore del Maestro Vittorio Bonolis e di Fabrizio Centamori (dirigente storico di Isoradio) e la produzione e trasmissione sono a cura della Produzione Radiofonica della RAI di Roma.
Dal 7 novembre 2013 al 12 giugno 2017, la fascia notturna del palinsesto (dalla mezzanotte alle ore 2) è stata riservata al programma Euroclassic notturno che sostituisce la tradizionale trasmissione A notte alta. Tale programma, commissionato dall'Unione europea di radiodiffusione e prodotto dalla BBC, offre l'ascolto di registrazioni provenienti dall'archivio delle emittenti radiofoniche dell'Unione Europea che aderiscono a questa iniziativa e che non sono disponibili in commercio. 
Nel 2014 la Rai annuncia che Rai Radio FD 5 avrebbe cambiato denominazione in Rai Radio 5 Classica.
Dal maggio 2015 viene rinominata sul mux 2 in Rai Radio 5 Classica. Fino a settembre 2017, il canale veniva trasmesso in simulcast e in stereofonia su FM dalla Radio 3, generalmente dalle ore 02:00 di notte e fino alle 06:00 di mattina.
Dal 12 giugno 2017 il canale diventa Rai Radio Classica, inglobando parte della programmazione di Rai Radio 8 Opera, emittente che termina così le sue trasmissioni.
I jingle in uso dal 12 giugno 2017 sono stati realizzati da Bottega del suono e si basano su un arrangiamento del primo movimento dell’Ottetto op. 20 per archi di Felix Mendelssohn.
Fino al 2017 il canale non trasmetteva pubblicità. Da gennaio 2018 sono stati introdotti dei brevi annunci pubblicitari ed ora è ritornato ad essere un canale senza pubblicità. 
A partire da lunedì 12 novembre 2018 anche Rai Radio Classica, come gli altri canali Rai Radio tematici, inizia a trasmettere un breve notiziario specializzato. Le edizioni del notiziario "Rai GR Classica", incentrato sugli eventi del mondo della musica classica, sono trasmesse alle ore 7:00, 16:00 e 20:30.
Il 1º gennaio 2020 Rai Radio Classica cambia nome in Rai Radio 3 Classica, mantenendo immutata la tipologia della programmazione in onda.

## Trasmissioni

### Attualmente in onda
- Alamire - Appuntamento pomeridiano di musica antica e barocca.
- Atlas - Atlante musicale che passa in rassegna la produzione musicale di varie nazioni.
- Aubade - Programma in onda all'alba (dalle ore 6:00 alle ore 7:00).
- Cd della settimana - Programma in cui vengono proposti settimanalmente musiche tratte da compact disc appena usciti in commercio.
- Chi è di scena - Programma dedicato alla trasmissione di brani di opera lirica.
- Classico notturno - Programma in onda dalla mezzanotte alle ore 6:00 di mattina.
- Contemporanei - Programma dedicato alla musica contemporanea.
- Concerti dell'Orchestra Sinfonica Nazionale della Rai - Repliche di concerti dell'Orchestra sinfonica nazionale della RAI.
- Concerti del Quirinale di Radio 3 - Repliche di concerti trasmessi dal Quirinale su Rai Radio 3.
- Concerti nel parco - Programma di trascrizioni musicali.
- Dal vivo - Repliche di concerti registrati dal vivo (in onda il sabato alle 17:30).
- Dialoghi - Programma dedicato agli incontri tra generi e interpreti, generalmente jazz (in onda il sabato alle 22:30 circa).
- Film music star - Programma di colonne sonore cinematografiche.
- Glossario - Programma di approfondimento di una particolare forma musicale.
- Immagini dal mondo - Programma di etnomusica (in onda nel weekend alle 14:30).
- In sala - Concerto di prima serata (in onda alle ore 20:30).
- Incidental music
- Incisi di memoria - Programma dedicato alle registrazioni storiche di grandi interpreti del passato (in onda la domenica alle ore 19:30).
- Lunario - Programma di anniversari delle prime esecuzioni assolute (in onda nel weekend alle 12:30).
- Mattinale - Programma del mattino (in onda dalle ore 7:00 alle ore 11:00).
- Music for a while - Rubrica di durata variabile che funge da intermezzo tra i vari blocchi della programmazione.
- Musica da camera
- Note di passaggio - Programma della seconda serata.
- Opera - Ogni domenica alle 17:00 viene presentata un'opera lirica.
- Pomeridiana
- Sabato in concerto - Programma delle orchestre sinfoniche tratte dal repertorio Rai (in onda il sabato alle ore 11).
- Strumentario - Programma dedicato al repertorio di uno specifico strumento musicale.
- Sub luce - Programma monografico dedicato a solisti ed ensemble.

## Loghi

2000 - 18 maggio 2010
18 maggio 2010 - 3 agosto 2015
3 agosto 2015 - 12 giugno 2017
12 giugno 2017 - 1º gennaio 2020
In uso dal 1º gennaio 2020